# Taylor Washington (calciatore)
Taylor Washington (New York, 16 agosto 1993) è un calciatore statunitense, difensore del Nashville.

## Carriera
Nato a New York, ha iniziato a giocare presso la Rye Country Day School. In seguito ha praticato calcio universitario per quattro anni, il primo anno, nel 2011, all'Università di Boston, per poi proseguire alla George Mason University nel 2013.
Mentre era al college, ha giocato nella Premier Development League con il Worcester Hydra nel 2012 ed è stato capitano della formazione Under-23 del D.C. United nel 2015.
Il 14 gennaio 2016 è stato scelto nel corso del 23º giro assoluto dell'MLS SuperDraft 2016 dai Philadelphia Union.
Ha debuttato con la loro seconda squadra il 25 marzo 2016, nella vittoria per 1-0 contro l'FC Montréal. Il 13 luglio successivo ha esordito con la prima squadra degli Union, in un amichevole contro il Crystal Palace.
Al termine della stagione 2016, ha deciso di non rinnovare il contratto con i Philadelphia Union.
Il 20 dicembre 2016 si trasferisce ai Pittsburgh Riverhounds.
Il 7 dicembre 2017, viene comunicato il suo acquisto da parte del Nashville, che si apprestava ad affrontare la sua prima stagione nell'USL.
Il 22 novembre 2019, ha firmato un altro contatto con il Nashville, in seguito allo spostamento in MLS.

## Statistiche

### Presenze e reti nei club
Statistiche aggiornate al 21 giugno 2022.
| Stagione        | Squadra                | Campionato      | Campionato | Campionato | Coppe nazionali | Coppe nazionali | Coppe nazionali | Coppe continentali | Coppe continentali | Coppe continentali | Altre coppe | Altre coppe | Altre coppe | Totale | Totale |
| Stagione        | Squadra                | Comp            | Pres       | Reti       | Comp            | Pres            | Reti            | Comp               | Pres               | Reti               | Comp        | Pres        | Reti        | Pres   | Reti   |
| --------------- | ---------------------- | --------------- | ---------- | ---------- | --------------- | --------------- | --------------- | ------------------ | ------------------ | ------------------ | ----------- | ----------- | ----------- | ------ | ------ |
| 2012            | Worcester Hydra        | USL PDL         | 5          | 0          |                 | -               | -               |                    | -                  | -                  |             | -           | -           | 5      | 0      |
| 2015            | D.C. United U-23       | USL PDL         | 13         | 0          |                 | -               | -               |                    | -                  | -                  |             | -           | -           | 13     | 0      |
| 2016            | Bethlehem Steel        | USL             | 28         | 0          |                 | -               | -               |                    | -                  | -                  |             | -           | -           | 28     | 0      |
| 2017            | Pittsburgh Riverhounds | USL             | 29         | 0          | USOC            | 1               | 0               |                    | -                  | -                  |             | -           | -           | 30     | 0      |
| 2018            | Nashville              | USL             | 32+1       | 1+0        | USOC            | 3               | 0               |                    | -                  | -                  |             | -           | -           | 36     | 1      |
| 2019            | Nashville              | USLC            | 27+2       | 1+0        | USOC            | 2               | 0               |                    | -                  | -                  |             | -           | -           | 31     | 1      |
| 2020            | Nashville              | MLS             | 14+3       | 0          |                 | -               | -               |                    | -                  | -                  |             | -           | -           | 17     | 0      |
| 2021            | Nashville              | MLS             | 17         | 0          |                 | -               | -               |                    | -                  | -                  |             | -           | -           | 17     | 0      |
| 2022            | Nashville              | MLS             | 7          | 0          | USOC            | 2               | 0               |                    | -                  | -                  |             | -           | -           | 9      | 0      |
| Totale carriera | Totale carriera        | Totale carriera | 178        | 2          |                 | 8               | 0               |                    | -                  | -                  |             | -           | -           | 186    | 2      |